# Oxynoemacheilus angorae
Oxynoemacheilus angorae és una espècie de peix pertanyent a la família dels balitòrids i a l'ordre dels cipriniformes.

## Descripció
El seu cos, allargat, fa 8,5 cm de llargària màxima. 2 espines i 7-8 radis tous a l'única aleta dorsal. 2 espines i 5 radis tous a l'aleta anal. Absència d'aleta adiposa.

## Reproducció
Es reprodueix per primer cop al cap d'un any de vida i pot fer-ho durant 1 o 2 temporades.

## Alimentació
Es nodreix d'invertebrats bentònics.

## Hàbitat i distribució geogràfica
És un peix d'aigua dolça i salabrosa (pH entre 7 i 7,5), bentopelàgic i de clima subtropical (14 °C-22 °C), el qual viu a Àsia: ocupa una àmplia gamma d'hàbitats (des de rierols de muntanya de corrent ràpid i riberes de grans rius fins a llacs fangosos i de vegetació densa) de Turquia, Armènia, el Líban, Síria, Israel, Jordània i l'Iran, incloent-hi el riu Tigris i la mar Càspia.

## Observacions
És inofensiu per als humans, el seu índex de vulnerabilitat és baix (18 de 100) i tolera una moderada contaminació orgànica i la canalització dels rierols. Les seues principals amenaces són l'extracció d'aigua, la contaminació de l'aigua, la disminució de precipitacions a causa del canvi climàtic i la construcció de preses.